# Park Narodowy Waza

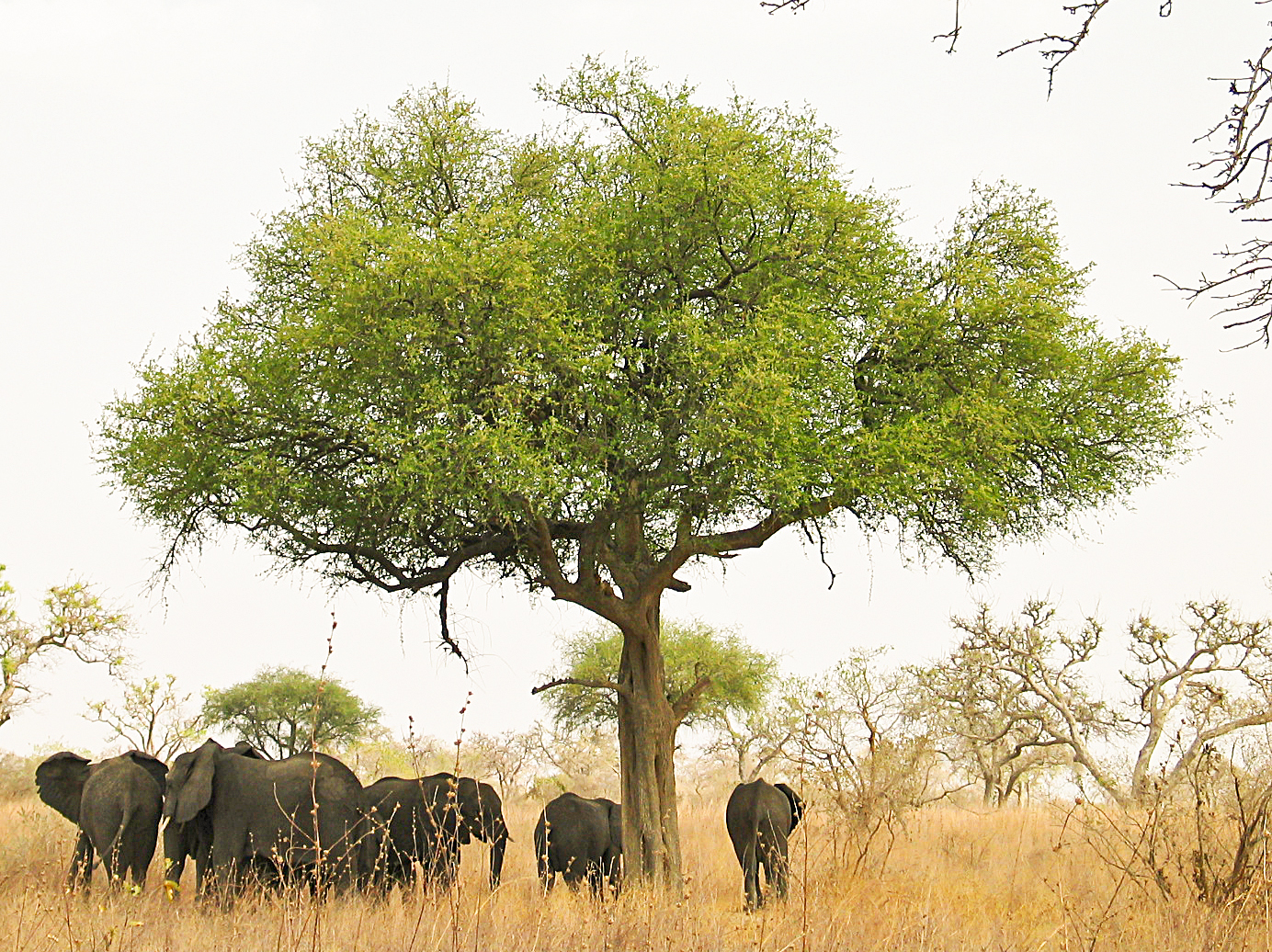
Park Narodowy Waza, Kamerun

Waza – park narodowy położony w Kamerunie, w Regionie Dalekiej Północy. Ustanowiony w 1968, obecnie obejmuje obszar 1700 km². W 1979 park został uznany za rezerwat biosfery UNESCO.

## Fauna
Na terenie Parku Narodowego Waza występuje wiele dzikich gatunków, wśród których można wymienić:
żyrafę, słonia afrykańskiego, hienę, lwa, gazelę rudoczelną, antylopę końską, koczkodana zielonosiwego, koczkodana rudego, pawiana anubisa, panterę, geparda, strusia północnoafrykańskiego.

## Turystyka
Infrastruktura turystyczna Parku Narodowego Waza jest stosunkowo dobrze rozwinięta. Na terenie parku znajduje się hotel.